# Boissy-Mauvoisin
Boissy-Mauvoisin – miejscowość i gmina we Francji, w regionie Île-de-France, w departamencie Yvelines.
Według danych na rok 1990 gminę zamieszkiwało 471 osób, a gęstość zaludnienia wynosiła 92 osób/km² (wśród 1287 gmin regionu Île-de-France Boissy-Mauvoisin plasuje się na 825. miejscu pod względem liczby ludności, natomiast pod względem powierzchni na miejscu 668.).